# ريتاما أحادية البذور
ريتاما أحادية البذور (Retama monosperma) ، المعروفة باسم مكنسة الزفاف، هي شجيرة مزهرة في جنس الرتم (ريتاما) ، موطنها الأصلي أجزاء من حوض البحر الأبيض المتوسط: الجزائر والمغرب والبرتغال وإسبانيا ومصر وجزر بحر إيجه الشرقية واليونان. وقد تم استقدام النبات في أماكن أخرى.
تشكل عقيدات جذرية مع Ensifer fredii . تتغذى عليها يرقات العث Phyllonorycter hesperiella و Phyllonorycter spartocytisi.
تحتوي البذور على السيتيسين، وهو مركب قلوي سام.